# Oberwalliser Skipass
Oberwalliser Skipass est un regroupement de 19 stations de ski situées en majorité dans le canton du Valais, en Suisse.
Le forfait de ski est valable pour toute la saison hivernale. Seule la station de Zermatt/Cervinia impose un maximum de cinq jours de ski sur son domaine. Les domaines skiables, cumulant un total de 881 km de pistes desservies par plusieurs centaines de remontées mécaniques, sont dans leur majorité reliés entre eux uniquement par la route.

## Stations de ski (Valais)
- Bellwald
- Bettmeralp
- Blatten/Belalp
- Bürchen / Moosalp
- Eischoll
- Fiescheralp
- Grächen
- Jeizinen
- Leukerbad
- Riederalp
- Rosswald
- Rothwald
- Saas-Almagell
- Saas-Fee
- Saas-Grund
- Unterbäch
- Visperterminen
- Wiler-Lauchernalp
- Zermatt

## Stations de ski (hors Valais)
- Cervinia (Italie)